# Demange-Baudignécourt
Demange-aux-Eaux is een gemeente in het Franse departement Meuse in de regio Grand Est en telt 555 inwoners (2004).
De gemeente is op 1 januari 2019 gevormd als commune nouvelle door de fusie van de gemeenten Baudignécourt en Demange-aux-Eaux en maakt deel uit van het arrondissement Commercy en het kanton Ligny-en-Barrois.

## Geografie
De oppervlakte van Demange-Baudignécourt bedraagt 31,14 km², de bevolkingsdichtheid is 17,8 inwoners per km².
De onderstaande kaart toont de ligging van Demange-Baudignécourt met de belangrijkste infrastructuur en aangrenzende gemeenten.

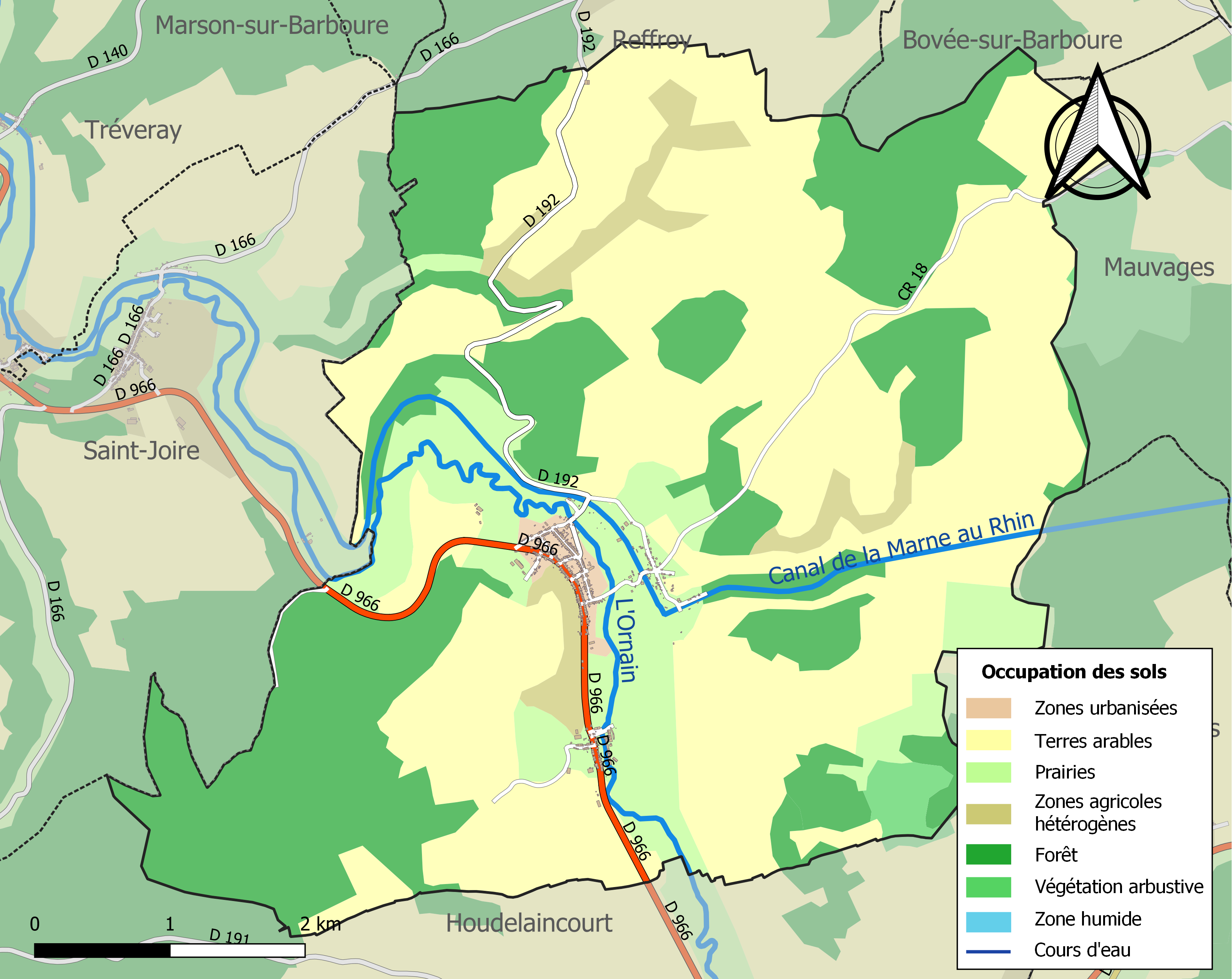

1. ↑  Populations de référence 2022.